# SV Lohhof
Der SV Lohhof ist ein Sportverein aus Unterschleißheim bei München. Der Verein zählt über 4.000 Mitglieder (Ende 2015 4.496), davon fast die Hälfte Kinder und Jugendliche.

## Beschreibung
Der Verein wurde 1930 in Lohhof, heute ein Ortsteil der Stadt Unterschleißheim, gegründet und verfügt aktuell über 13 Abteilungen:
- Badminton
- Fußball
- Herzgruppe
- Judo
- Leichtathletik
- Rehabilitation
- Rolling Wheels
- Schwimmen
- Tennis
- Tennispark Unterschleißheim
- Tischtennis
- Turnen
- Volleyball

Hinzu kommt das Angebot des Gesundheitssports.

## Geschichte
Im März 1930 trafen sich 15 begeisterte Sportler in der Bahnhofswirtschaft um einen Fußballverein zu gründen. Im Jahre 1953 beschloss die Mitgliederversammlung eine neue Vereinssatzung. Der Verein wurde unter dem Namen SV Lohhof ins Vereinsregister eingetragen. Damit war aus dem Fußballverein ein Sportverein geworden, der bereit war weitere Abteilungen aufzunehmen, zu betreuen und zu fördern. Als zweite Abteilung wurde am 24. September 1955 die Turnabteilung gegründet. Im September 1963 weihte die Gemeinde Unterschleißheim ihre erste Turnhalle, die Mehrzweckhalle ein. Bereits 1967 konnte Othmar Kieslich (Präsident des SV Lohhof von 1965 bis 1979), das 1.000. Mitglied im Verein begrüßen. Als dritte Abteilung wurde am 20. Oktober 1969 die Tischtennisabteilung gegründet. Am 24. Juni 1971 gründete sich als vierte Abteilung die Tennisabteilung. Im selben Jahr begann der Bau der ersten vier Tennisplätze im Sportpark. Als fünfte Abteilung wurde am 16. Juni 1972 die Judoabteilung gegründet. Die Olympischen Spiele in München 1972 lösten eine allgemeine sportliche Hochstimmung aus, von der auch Unterschleißheim ergriffen wurde. Der Sportpark in Unterschleißheim bot hervorragende Trainingsbedingungen für die Leichtathleten. Daher ist es nicht verwunderlich, dass am 4. Dezember 1973 die Leichtathletikabteilung gegründet wurde. Die Anfänge des Volleyballsports lagen in der Turnabteilung.
Selbständig wurde die Volleyballabteilung zum 1. Januar 1975 als siebte Abteilung des SV Lohhof. Im Sportzentrum wurde nach dem Bau des Hallenbads als achte Abteilung am 15. Mai 1988 die Abteilung Schwimmen aus der Taufe gehoben. 1980 feierte der Sportverein seinen 50. Geburtstag unter dem neu gewählten Präsidenten Norbert Schindler (Präsident des SV Lohhof von 1979 bis 1999). 1983 wurde die Badmintonabteilung als neunte Abteilung gegründet. Die Rehasportabteilung wurde als zehnte Abteilung im Jahre 1986, damals unter dem Namen Versehrtensport, gegründet. Damit übernahm der SV Lohhof eine neue erweiterte Zielsetzung. 1988 wurde die Herzgruppe als elfte Abteilung gegründet. Im Jahr 1990 begrüßte Norbert Schindler das 4.000. Mitglied im Sportverein Lohhof. Im Jahre 1994 wurde die Abteilung Rolling Wheels als zwölfte Abteilung in den SV Lohhof eingegliedert. Der Baubeginn der zweiten Tennisanlage im Ort, mit 12 Tennisplätzen, fand im Oktober 1995 statt. Am 18. März 1997 wurde als dreizehnte Abteilung der Tennispark Unterschleißheim gegründet. In der Zeit von 1999 bis 2003 führte Tammo Winzer als Präsident den SV Lohhof. Mit dem Gesundheitssport hatte der SV Lohhof seine Aufgabenbereiche in den letzten Jahren erheblich ausgeweitet und sich zum anerkannten Dienstleistungsbetrieb im Gesundheitssport gewandelt. Am 28. April 2003 wurde Brigitte Weinzierl zur ersten Präsidentin des SV Lohhof gewählt. Das 75-jährige Vereinsjubiläum wurde im Jahre 2005 mit einem großen Festprogramm gefeiert. Die Fußballabteilung feierte, als Gründungsabteilung des Vereins, ihr achtzigjähriges Bestehen im Jahr 2010.

## Fußball
Die größten sportlichen Erfolge passierten in den 1990er Jahren mit dem Aufstieg in die Bayernliga bis hin zur zweimaligen Teilnahme in der Regionalliga Süd. Damit war der SV Lohhof einige Jahre in der 3. Spielklasse in Deutschland.
Wesentliche Ereignisse waren
- 1990: Aufstieg in die Bayernliga
- 1993: Bayerischer Meister im Hallenfußball
- 1994: Teilnahme an der deutschen Amateurmeisterschaft, Aufstieg in die neugegründete Regionalliga Süd
- 1999: Bayernligameister, Aufstieg in die Regionalliga Süd

## Volleyball
Die Volleyballabteilung ist die erfolgreichste Abteilung des Vereins. Sie besteht in der Saison 2018/19 aus fünf Damen- und zwei Herrenmannschaften, wobei die „Damen I“ in der 2. Bundesliga Süd und die „Damen II“ in der Dritten Liga Ost höherklassig spielen. Außerdem gibt es diverse Jugendteams in allen Altersklassen.

### Geschichte der Abteilung
1975 wurde die Volleyball-Abteilung selbständig. Vor allem die erste Frauenmannschaft war in den 1980er Jahren unter Trainer Andrzej Niemczyk mit vier deutschen Meistertiteln und vier Titeln als deutscher Pokalsieger erfolgreich im deutschen Volleyball vertreten. In dieser Zeit spielte ein Großteil der deutschen Nationalmannschaft in Lohhof: Renate Riek, Gudrun Witte, Terry Place-Brandel, Beate Bühler, Silvia Meiertöns, Nancy Celis, Almut Kemperdick, Regina Vossen, Ruth Holzhausen, Angela Liebelt, Ae Hee Kim, Karen Baumeister, Silke Meyer, Constanze Wolter und andere. Im Jahre 1986 trennte sich der Frauenbereich von der restlichen Volleyballabteilung und der eigenständige Volleyballverein Bayern Lohhof entstand. Dieser Verein, der sich ausschließlich mit Frauenvolleyball befasste, wurde 1987 und 1988 Deutscher Meister.
Beim SV Lohhof gelang im Männerbereich im Jahre 1992 der Aufstieg in die 2. Bundesliga. Die erste Männermannschaft konnte sich in dieser Liga etablieren. Im Jahre 1997 gelang der Aufstieg in die 1. Bundesliga. Nach nur einem Jahr und der Teilnahme an den Meisterschafts-Play-offs wurde aus finanziellen Gründen der Rückzug in die 2. Bundesliga beschlossen. Nach zwei Jahren stieg die Mannschaft ab und erreichte dreimal in Folge den 2. Platz in der Regionalliga. Von 2003 bis 2007 spielte die 1. Männermannschaft wieder in der 2. Bundesliga. 2007 erfolgte der Abstieg in die Regionalliga, 2008 in die Bayernliga, in der in der Saison 2008/09 1. und 2. Mannschaft antraten. Durch Übertragung des Spielrechts von der DJK Würmtal spielt die 1. Mannschaft seit der Saison 2009/10 wieder in der Regionalliga Südost.
In der Zeit von 1987 bis 2002 musste der Verein Bayern Lohhof zweimal Insolvenz anmelden, sodass im Januar 2002 die Wiedereingliederung des Frauenbereichs im SVL beschlossen und vollzogen wurde. Die letzten Spiele der Saison 2001/02 fanden bereits im Trikot des SV Lohhof statt. Die 1. Frauenmannschaft spielte zunächst in der Regionalliga Südost. In der Saison 2004/05 gelang der Aufstieg in die 2. Bundesliga Süd. Trotz sportlicher Qualifikation als Meister bzw. Vizemeister wurde in den nächsten beiden Jahren auf einen Aufstieg in die 1. Bundesliga aus finanziellen Gründen verzichtet. Nach der erneuten Vizemeisterschaft 2009 wurde das Wagnis 1. Bundesliga mit einem vergleichsweise geringen Etat in Angriff genommen. Außerdem stiegen die Frauen 2 in die 2. Bundesliga auf.
Die Saison 2009/10 verlief für die erste Mannschaft enttäuschend. Es sah lange so aus, als ob das Team von Trainer Frank ohne einen einzigen Sieg zurück in die 2. Liga müsste. Erst am letzten Spieltag gelang gegen den bayerischen Konkurrenten TSV Sonthofen ein 3:2-Sieg, der die Mannschaft jedoch nicht vor dem letzten Tabellenplatz bewahrte. Der Vorstand des SVL hatte jedoch schon vorher entschieden, auf eine Erstligalizenz für die kommende Saison zu verzichten, sodass die Mannschaft lange vor Saisonende als einziger Absteiger feststand. Die zweite Frauenmannschaft verzeichnete neun Siege in der 2. Bundesliga und belegte damit den achten Platz in der Abschlusstabelle. Wegen des Abstiegs der ersten Mannschaft musste das Team von Tom Gailer trotzdem zurück in die Regionalliga Südost.
In der Saison 2010/11 stand der SV Lohhof nach dem 3:1-Sieg am letzten Spieltag beim bayerischen Konkurrenten VfL Nürnberg als Meister der 2. Bundesliga Süd fest, verzichtete jedoch aus finanziellen Gründen auf sein Aufstiegsrecht. Die zweite Frauenmannschaft belegte den dritten Platz in der Regionalliga Südost.
Nach dem personellen Umbruch (fünf Stammspielerinnen verließen den Verein) erreichte der SV Lohhof mit Talenten aus dem eigenen Nachwuchs in der Zweitligasaison 2011/12 den siebten Tabellenplatz. Die zweite Frauenmannschaft wurde wie im Vorjahr in der Regionalliga Südost Dritter und qualifizierte sich so für die neugeschaffene Dritte Liga Ost. Die erste Männermannschaft belegte den zweiten Platz in der Bayernliga und stieg in die Regionalliga auf.
In der Spielzeit 2012/13 erreichte der SV Lohhof die Vizemeisterschaft der zweiten Liga Süd hinter dem VV Grimma, die zweite Frauenmannschaft belegte den fünften Platz in der Dritten Liga Ost und die Männermannschaft wurde als Aufsteiger Sechster in der Regionalliga Südost.
Am Ende der Saison 2013/14 der zweiten Liga stand der SVL auf dem fünften Tabellenplatz, die Drittligamannschaft wurde Vierter, während die Männer in der höchsten bayerischen Liga den siebten Platz belegten.
Im Spieljahr 2014/15 wurde die Lohhofer Zweitligamannschaft Vizemeister, das Drittligateam belegte den dritten Platz, während die Männer wie im Vorjahr in der Regionalliga Südost den siebten Rang erreichten.
Im darauf folgenden Jahr wurde das Bundesligateam Vierter und die zweite Frauenmannschaft wiederholte den dritten Rang des Vorjahres. Die Männermannschaft wurde Neunter in der Regionalliga Südost und stieg in die Bayernliga ab.

### Beachvolleyball
Seit dem Jahre 1992 treten Mitglieder des SV Lohhof auf der deutschen und bayerischen Turnierserie im Beachvolleyball an. Mit 20 Frauen und 20 Männern in den Einzelranglisten des Bayerischen Volleyball-Verbandes war der SV Lohhof 2006 der Verein mit den meisten aktiven Spielern in Bayern.
Seit Juni 2006 verfügt der Verein über eine eigene Beachvolleyball-Anlage mit sechs Feldern, Duschen, Toiletten.

### Erfolge

#### Volleyball der Frauen

##### Halle
- CEV Cup: 1981 Sieger
- Europapokal der Landesmeister: 1982 und 1984 Dritter
- Europapokal der Pokalsieger: 1986 Zweiter
- Deutsche Meisterschaft: 1982–1984 und 1986 Meister
- Deutscher Pokal: 1982–1984 und 1986 Pokalsieger
- Deutsche Meisterschaft U20 (A-Jugend): 2011 Meister, 2014 Dritter
- Deutsche Meisterschaft U18 (B-Jugend): 1992 Meister; 2010 Zweiter; 2011–2013 Dritter
- Deutsche Meisterschaft U16 (C-Jugend): 2005 Zweiter; 2009 Meister; 2011 und 2015 Zweiter
- Deutsche Meisterschaft U14 (D-Jugend): 2008 Dritter; 2014 Zehnter
- Zweitligameisterschaft: 2011: Meister; 2013 und 2015 Zweiter

##### Beach
- FIVB Worldtour: 2014 Mangaung Open Sandra Ittlinger/Yanina Weiland Neunter; 2015 Fuzhou Open Yanina Weiland Neunter (Partnerin Victoria Bieneck)
- Beachvolleyball-Weltmeisterschaften U23: 2014 Yanina Weiland Neunter (Partnerin Anika Krebs)
- Beachvolleyball-Weltmeisterschaften U21: 2013 Yanina Weiland Fünfter (Partnerin Anna Behlen); 2014 Sandra Ittlinger/Yanina Weiland Neunter
- Beachvolleyball-Weltmeisterschaften U19: 2012 Sandra Ittlinger/Yanina Weiland Vierter
- Beachvolleyball-Europameisterschaften U22: 2014 Sandra Ittlinger/Yanina Weiland Sechster; 2015 Sandra Ittlinger Fünfter (Partnerin Lena Ottens)
- Beachvolleyball-Europameisterschaften U20: 2013 Sandra Ittlinger/Yanina Weiland Fünfter
- Beachvolleyball-Europameisterschaften U18: 2011 Sandra Ittlinger/Yanina Weiland Fünfter
- Deutsche Beachvolleyball-Meisterschaft: 2012 Michaela Henry/Sabine Schulz Dreizehnter; 2013 Michaela Henry/Sabine Schulz Neunter; 2014 Sandra Ittlinger/Yanina Weiland Siebter, Michaela Henry/Sabine Schulz Dreizehnter
- Deutsche Beachmeisterschaften U20: 2011 und 2012 Sandra Ittlinger/Yanina Weiland Dritter
- Deutsche Beachmeisterschaften U19: 2012 Sandra Ittlinger/Yanina Weiland Dritter; 2013 Diana Ittlinger/Laura Gentner Dreizehnter
- Deutsche Beachmeisterschaften U18: 2012 Diana Ittlinger/Stefanie John Dreizehnter
- Deutsche Beachmeisterschaften U17: 2012 Diana Ittlinger/Laura Gentner Siebter
- Bundespokal Beach U17: 2009 Sandra Ittlinger/Yanina Weiland Sieger; 2012 Laura Gentner Neunter; 2013 Laura Gentner Siebter (Partnerin jeweils Nora Delker)
- Bayerische Beachvolleyball-Meisterschaft: 2005 Claudia Pavlicek/Lina Meyer Meister; 2011 Valeria Fedosova/Natascha Niemczyk Meister, Michaela Henry/Sabine Schulz Zweiter; 2013 Michaela Henry/Sabine Schulz Meister, Kathrin Standhardinger/Kristin Standhardinger Zweiter, Richarda Zorn/Sabrina Karnbaum Dritter; 2014 Richarda Zorn/Sabrina Karnbaum Meister, Kathrin Standhardinger/Kristin Standhardinger Zweiter, Michaela Henry/Sabine Schulz Vierter, Veronika Kettenbach/Marion Mirtl Fünfter; 2015 Kathrin Standhardinger/Kristin Standhardinger Zweiter, Veronika Kettenbach/Marion Mirtl Dritter

#### Volleyball der Männer

##### Halle
- Erreichen der Playoffs in der 1. Bundesliga: 1997/98
- Deutsche Meisterschaft A-Jugend: 2012 Fünfter
- Deutsche Meisterschaft C-Jugend: 2009 Zweiter

##### Beach
- Bayerische Beachvolleyball-Meisterschaft: 2001 Stefan Schmidbauer / Hartmut Sievers Meister; 2002 Tobias Kuhn / Hartmut Sievers Vizemeister; 2003 Tom Gailer, Roland Höfer Dritter; 2004 Tom Gailer, Roland Höfer Vizemeister; 2005 Tom Gailer, Roland Höfer Vierter; 2006 Roland Höfer, Hartmut Sievers Vizemeister; 2010 Roland Höfer, Sebastian Winter Vizemeister; 2013 Stefan Schmidbauer, Alexander Wiskirchen Vierter; 2014 Stefan Schmidbauer, Alexander Wiskirchen Fünfter